# Northrop XP-56 Black Bullet
Le Northrop XP-56 Black Bullet était un avion de chasse expérimental américain. Il connut de nombreux problèmes lors de son développement et n'entra donc jamais en service au sein de l'US Air Force. Il est maintenant conservé au National Air and Space Museum à Washington, D.C..

## Conception
En juin 1939, la division matériel de l'US Army Air Corps commença la création d'un cahier des charges, visant à lui fournir un nouveau chasseur, dont l'appel d'offres concernerait l'année fiscale 1940. Ce cahier des charges fut gelé le 18 septembre 1939. Celui-ci visait la conception d'un chasseur doté de performances jusqu'alors encore non envisagées, l'appareil devait être capable d'atteindre une vitesse maximale de 850 km/h à 4 500 m d'altitude. Treize constructeurs aéronautiques furent choisis pour recevoir l'appel d'offres. Le cahier des charges fut publié le 20 février 1940 sous l'appellation « Request for data R40-C »,.
En avril, seuls sept constructeurs avaient proposé leurs projets. Le vainqueur fut Vultee, Northrop se classa troisième derrière Curtiss-Wright. Trois prototypes furent alors commandés, sous les désignations XP-54, XP-55 et XP-56.
Le projet de Northrop, désigné N-2 dans la nomenclature constructeur, se caractérisait par un fuselage court, ce qui lui conférait un profil trapu, une dérive ventrale et des hélices propulsives contrarotatives. Keith Rider et son équipe avaient conçu cinq variantes, désignées N-2, N-2A, N-2B, N-2C et N-2D. Elles se différenciaient par leur motorisation et leur armement. Autre caractéristique importante, l'appareil devait être construit en magnésium ; or ce matériau ne peut être riveté comme c'est le cas avec les tôles en acier ou en aluminium, Northrop engagea donc un expert en ce domaine, Vladimir Pavlecka. Celui-ci développa et breveta une technique de soudage appelée « Heliarc Gas tungsten arc welding ».
Le lancement de la première phase de développement fut autorisé le 22 juin 1940, elle consistait à constituer le dossier de calcul et à construire des maquettes de soufflerie. Dans le même temps, les travaux de la phase 2, consistant en la construction d'une maquette à l'échelle 1:1 pour l'aménagement intérieur et d'un prototype, débutèrent. Dans un premier temps, les études se concentrèrent sur les versions dotées du moteur X-1800, tout en faisant attention à ce que le montage du R-2800 reste possible. La Division du matériel de l'US Army Air Corps se décida alors à commander un second prototype, désigné XP-56A, doté du moteur R-2800 équipé d'un turbocompresseur à deux étages et deux vitesses. Celui-ci était destiné à l'exploration du domaine de vol, mais ce type de moteur étant disponible plus rapidement, il fut décidé qu'il serait le premier à voler, tandis que le modèle XP-56 servirait à la mise au point de l'avion de série.
À partir du 9 septembre, la maquette à l'échelle 1:5 fut testée dans la soufflerie du California Institute of Technology. Ces essais étant concluants, la procédure de commandes de prototypes fut engagée et, le 26 septembre, le premier prototype fut officiellement commandé, pour une livraison dans les douze mois. Cependant, des difficultés ne tardèrent pas à arriver, en effet le War Production Board (Comité de production de guerre), demanda le même mois l'arrêt du développement du moteur X-1800, afin que Pratt & Whitney se concentre sur les moteurs en étoile. Le choix du moteur se porta alors sur le R2800-BG, d'une puissance de 2 000 ch à 2 700 tr/min, dont la mise au point n'était pas terminée. Ce changement entraîna un retard de plusieurs mois sur le développement du prototype, celui-ci n'étant plus attendu que pour le 15 mars 1942. La maquette d'aménagement à l'échelle 1:1, fut contrôlée comme prévu le 15 juillet 1941 et ne révéla pas de problèmes majeurs.
Le 15 décembre, un second prototype fut commandé, pour une livraison en juin 1942. Cependant, leur fabrication prit du retard à cause de problèmes survenus chez Northrop et chez Pratt & Whitney, concernant notamment la mise au point du groupe motopropulseur. Le premier prototype fut seulement livré au début de l'année 1943. Celui-ci fut alors démonté pour être transporté sur la base de Muroc Dry Lake afin d'effectuer des essais de roulage à partir du 12 avril. Ces essais montrèrent que l'avion avait fortement tendance à osciller. Ce défaut fut attribué aux freins, qui furent alors modifiés avant que l'avion ne soit transféré à Rogers Dry Lake pour effectuer son premier vol. Cependant, la mise au point du moteur posant toujours problème, celui-ci ne fut monté sur l'avion qu'en août, permettant à Northrop d'effectuer des améliorations.
Finalement le XP-56 n'arriva à Rogers Lake que le 3 septembre, et il vola pour la première fois le 6 septembre 1943, avec John Myers aux commandes. Ce vol — que l'on pourrait qualifier de « saut » — ne dura en fait que trente secondes, l'avion ne s'élevant que d'une hauteur de deux mètres, le second vol le même jour ne dura lui pas plus d'une minute. Le troisième vol fut programmé pour le 8 octobre, après que la dérive eut été fortement agrandie et les trappes de train retirées. Le jour venu, John Myers décida d'effectuer quelques essais de roulage et quelques « sauts », il constata une instabilité qu'il attribua aux freins ou au vent de travers. Pour en avoir le cœur net, il regagna son point de départ à grande vitesse. Malheureusement son pneu gauche éclata, ce qui provoqua une embardée suivie de deux tonneaux et demi, l'appareil terminant sa course sur le dos. Lors de l'accident, le pilote fut éjecté avec son siège de l'habitacle et s'en sortit miraculeusement, victime « seulement » de plusieurs fractures. Quant à l'appareil, il était définitivement hors d'usage.
À la suite de cet accident, le second prototype ne fut que peu modifié, au lieu d'avoir son train d'atterrissage entièrement revu, les ingénieurs jouèrent sur le centrage de l'avion en alourdissant le nez de l'appareil, ils changèrent les pneumatiques et agrandirent encore la dérive. Le deuxième appareil fut envoyé à Road Lake, où il effectua son premier vol aux mains d'Harry Crosby, le 23 mars 1944. Ce vol dura environ dix minutes, au cours de celui-ci le XP-56 atteignit une altitude de 750 m et une vitesse de 290 km/h.
Après six vols, il devint évident que l'appareil ne pourrait jamais atteindre les objectifs fixés par le cahier des charges ; sa vitesse maximale de 547 km/h et son altitude de 6 000 m étant bien inférieures aux 750 km/h et 7 600 m exigés. Pour tout dire, ses performances étaient même inférieures aux appareils déjà en service tel le Republic P-47 Thunderbolt. De plus, le pilotage du XP-56 s'avérait délicat à cause de gros problèmes de stabilité et de contrôle.
L'US Air Force proposa alors de passer l'appareil dans la soufflerie du NACA au Ames Research Center et d'effectuer des vols d'essais pour comprendre l'incapacité du XP-56 à dépasser cette vitesse. Mais cette décision fut remise à plus tard. En attendant la décision de l'US Air Force, les vols d'essais continuèrent. Lors de son neuvième vol, le pilote, Alex Papana, endommagea la dérive ventrale à l'atterrissage, ce qui obligea l'appareil à retourner chez Northrop pour être réparé et modifié. Ceci fait, un dixième vol eut lieu le 11 août 1944, mais aucune amélioration ne fut constatée, les performances était toujours aussi modestes pour une consommation de carburant excessive. À ce moment-là, l'appareil n'avait effectué que 5 h 55 min de vol.
Finalement, les essais en soufflerie furent programmés pour débuter le 10 juin 1945, l'avion fut donc transféré par la route à Moffett où il fut stocké dans un hangar en attendant son tour. Cependant entre-temps, les ingénieurs de Northrop se désintéressèrent du problème, étant en plein développement du projet de bombardier Northrop XB-35.
Le XP-56 prit alors la poussière dans son hangar pendant un an, avant d'être finalement cédé au National Museum of the United States Air Force. Il retourna chez Northrop entre avril et novembre 1946. Il rejoignit ensuite les collections du National Air and Space Museum fin 1947.
Finalement, personne ne sut jamais pourquoi cet avion volait si mal.

## Description
Le XP-56 est le premier avion entièrement construit en magnésium. Il est caractérisé par train tricycle d'un empattement de 3,83 m et d'une voie de 3,44 m.
Il est doté d'une voilure en flèche à 26° au niveau du bord d'attaque et en double dièdre dont l'angle à l'emplanture est de 6°. Son allongement est de 5,91. Les ailes sont positionnées à mi-hauteur du fuselage. Les prises d'air pour le moteur se situent dans l'emplanture de  l'aile. Particularité, cet avion ne possède pas d'empennage horizontal, il préfigure déjà les futures ailes volante de Northrop.
Au niveau du groupe motopropulseur, l'avion utilise un moteur Pratt & Whitney R-2800-29 Double Wasp développant 2 000 ch au décollage, 1 650 ch à 6 860 m en combat et 1 500 ch à 6 550 m en vol normal. C'est un moteur en étoile à refroidissement par air composé de 18 cylindres en double étoile. Il entraîne deux hélices contrarotatives d'un diamètre de 2,95 m pour celle antérieure et de 2,90 m pour la postérieure.
Concernant l'armement, le XP-56 était prévu pour être équipé de deux canons Hispano-Suiza de 20 mm pouvant tirer 100 obus chacun et de quatre mitrailleuses Browning M2 de 12,7 mm dotées de 400 balles chacune. Cependant il ne fut jamais monté.

## Versions
Versions envisagées :
- N-2 : version équipée d'un moteur Pratt & Whitney R-2800-A5G, de deux canons de 20 mm et de deux mitrailleuses de 12,7 mm ;
- N-2A : version équipée d'un moteur Pratt & Whitney X-1800-A2G suralimenté, de deux canons de 20 mm et de deux mitrailleuses de 12,7 mm ;
- N-2B : version équipée d'un moteur Pratt & Whitney X-1800-A3G turbocompressé, de deux canons de 20 mm et de deux mitrailleuses de 12,7 mm ;
- N-2C : version équipée d'un moteur Allison V-1710-E9, de deux canons de 20 mm et de deux autres de 30 mm.
- N-2D : version équipée d'un moteur Pratt & Whitney R-1830-C5G, de deux canons de 20 mm et de deux autres de 30 mm.

Prototype
- XP-56 : deux appareils (no 1 : numéro de série 41-786, no 2 numéro de série 42-38353) construits dont le premier sera détruit lors d'essais en vol.